# 부곡중학교 (경남)
부곡중학교(釜谷中學校)는 대한민국 경상남도 창녕군 부곡면 부곡리에 있는 공립 중학교이다.

## 학교 연혁
- 1953년 1월 20일 : 부곡고등공민학교 인가
- 1955년 9월 9일 : 부곡중학교 인가
- 1985년 11월 8일 : 현 교사로 이전(구 청암)
- 2022년 9월 1일 : 제27대 강삼준 교장 취임
- 2023년 1월 4일 : 제68회 졸업식(졸업생 9명, 누계 5,783명)
- 2023년 3월 2일 : 입학식(신입생 5명)

## 참고 자료
- 부곡중학교 - 한국교육학술정보원 학교알리미